# Kedung Banteng (Rembang)
Kedung Banteng is een bestuurslaag in het regentschap Pasuruan van de provincie Oost-Java, Indonesië. Kedung Banteng telt 3877 inwoners (volkstelling 2010).